# Italiani dovete morire
Italiani dovete morire è un libro di Alfio Caruso che descrive la storia della Divisione Acqui dell'esercito italiano dall'inizio del Secondo Conflitto Mondiale all'acquartieramento a Cefalonia, e le vicende avvenute dopo l'armistizio del Regno d'Italia con gli Alleati dell'8 settembre 1943, cui seguì la vendetta della Wehrmacht tedesca che portò al criminale eccidio di Cefalonia di migliaia di italiani. Nel 2021, l'autore ha pubblicato una nuova edizione, accresciuta e arricchita di altre testimonianze, con aggiornamenti sui perpetratori tedeschi della strage e la loro impunità.
Fin dalla sua pubblicazione nel 2000, la ricostruzione, riportando a galla memorie di un episodio molto doloroso del passato italiano, ha dato il via a un dibattito pubblico, gettando luce sul comportamento di alcuni ufficiali italiani, tra cui il capitano Apollonio, che sopravvisse e rimase a Cefalonia, ufficialmente come prigioniero al servizio dei tedeschi (ma secondo altre versioni come animatore di una unità partigiana, il "raggruppamento Banditi Acqui"), e sulla vera entità numerica del massacro compiuto dai tedeschi.

## Trama
Nel libro vengono descritte all'inizio le vicende della Divisione Acqui, dal periodo di riorganizzazione in Trentino dopo le operazioni belliche di inizio del Secondo Conflitto Mondiale, con l'incorporazione di una nuova aliquota di coscritti e richiamati e la creazione di un nuovo Reggimento, il 317º Fanteria. In seguito, il 29 aprile 1941, la Divisione viene mandata di presidio nelle isole Ionie, in parte a Corfù e la restante parte a Cefalonia, a presidiare lo strategico accesso al Golfo di Corinto. A comandarla, nel giugno 1943 Mussolini designa il generale Antonio Gandin, decorato dai tedeschi sul fronte russo con la croce di ferro e che "ha fama di tedescofilo" (scrive Caruso), perciò ritenuto in grado di intrattenere buoni rapporti con l'allora alleato germanico.
Gandin si dedica a valutare il potenziale bellico della Divisione e delle altre Unità al suo comando per contrastare un eventuale sbarco alleato senza farsi alcuna illusione sulle reali capacità operative, ed effettua anche una valutazione dei tedeschi.
Arriva il 25 luglio 1943 e, con la caduta del fascismo, la Legione Camicie Nere aggregata alla Divisione viene richiamata in Italia. Nel frattempo i tedeschi preparano il piano Achse, che prevede il disarmo totale con la forza delle Forze Armate italiane in caso di armistizio. Reso noto l'armistizio con gli alleati, i Comandi italiani diramano ordini confusi e contraddittori verso le varie Unità degli scacchieri, e di conseguenza, ogni Comandante deve trattare con i tedeschi che, invece, attuano in modo sistematico un piano già valutato.
Ma il relativo isolamento del luogo (Cefalonia è separata da uno stretto braccio di mare dalla terraferma) impedisce che i tedeschi, presenti sull'isola ma non in numero preponderante, possano procedere con la stessa velocità che altrove. In compenso le notizie, sia pur frammentarie, arrivano via radio dalla terraferma, e anche dall'Italia, mentre latitano gli ordini precisi del Comando Supremo. La Truppa, cui le circostanze hanno dato la possibilità di maturare una volontà di rivincita che, unita ad un sempre più diffuso sentimento antitedesco, spingerà molti uomini, tra cui diversi Ufficiali, a sfiorare ed in alcuni casi a varcare i limiti dell'ammutinamento. Anche tra i tedeschi vi sono incertezze, dovute principalmente al fatto che il loro comandante, Oberstleutnant Hans Barge, ritiene di riuscire a disarmare il presidio italiano con le trattative, mentre il comandante del XXII Corpo d'armata da montagna generale Lanz, e soprattutto Berlino, premono per una soluzione rapida ancorché cruenta.
Cionondimeno, i tedeschi procedono a disarmare i capisaldi italiani nella penisola di Paliki, a nord-ovest dell'isola, e due batterie di artiglieria puntano i pezzi contro unità tedesche costringendole ad allontanarsi. I capitani Apollonio e Amos Pampaloni affrontano Gandin ed il vicecomandante generale Gherzi in un faccia a faccia oltre i limiti dell'insubordinazione, del quale però l'autore riporta esservi solo le versioni dei due Capitani, entrambi sopravvissuti.
In una circostanza, l'auto di Gandin viene fatta segno di una bomba a mano lanciata da un carabiniere, Nicola Tirino, che perderà poi la vita nei successivi combattimenti, a significare lo stato di esasperazione ed esaltazione insieme che una parte assai consistente del presidio italiano aveva verso qualunque nemico, vero o supposto.
Tra posizioni alterne, quelle rinunciatarie assunte da Gandin per guadagnare tempo in attesa di ordini ed improbabili aiuti per salvare quelli che lui chiama "figli di mamma", e quelle favorevoli ad una soluzione di forza immediata della Truppa e di una parte significativa degli Ufficiali, i giorni scorrono fino al 14 settembre, data in cui, dopo quello che di più simile ad un referendum ci sia stato in un'epoca nella quale si doveva "obbedienza cieca, pronta ed assoluta", quale si poteva aspettare da una generazione indottrinata, viene rigettato l'ultimatum tedesco. Iniziano le ostilità e l'illusorio vantaggio numerico di 6 a 1 che aveva spinto molti soldati a sperare in una vittoria contro gli odiati tedeschi si sgretola sotto le bombe degli Stuka e i colpi di machine-pistole dei rinforzi tedeschi. Il 22, dopo la capitolazione delle Truppe italiane, Gandin e la stragrande maggioranza degli Ufficiali superstiti viene trucidata, e molti militari di truppa ne condividono la sorte nei giorni immediatamente successivi.
Tre navi, Ardena, Alma e Santa Maria (secondo alcuni la Marguerita), stipate di circa 2800 uomini finiscono sulle mine mentre sono dirette a Patrasso. Pochissimi i sopravvissuti, grazie anche al fatto che i tedeschi avevano aperto i compartimenti per aumentare la capienza, accelerando l'allagamento delle navi. Caruso si sofferma a lungo su episodi di carattere personale riguardanti singoli militari e comportamenti, secondo la sua valutazione, degni più di una corte marziale che di una medaglia al valore, frammisti ad atti di supremo eroismo. Dopo il massacro, il capitano Apollonio si presenta ai tedeschi e, nonostante avesse una taglia di 5000 marchi, non viene fucilato, ma rimandato tra gli italiani. Da qui accuse di doppio gioco con risvolti anche giudiziari, nonostante le quali "Apollonio uscirà indenne al punto di concludere la sua carriera nell'esercito con il ruolo di generale di divisione".
Dubbi anche sul capitano Pampaloni che, avendo passato il suo tempo dopo il massacro con i partigiani dell'ELAS, il movimento di resistenza greco, è sospettato di filo-comunismo e le sue posizioni diventano di aperto contrasto con il suo ex-amico Apollonio. L'11 novembre 1944, due cacciatorpediniere italiani, l'Artigliere ed il Legionario, riportano in Italia in un clima di aperto attrito con i partigiani dell'ELAS il Raggruppamento Acqui, compreso l'armamento pesante, due gruppi di cannoni ripresi ai tedeschi. Sarà "l'unica unità italiana alla quale gli anglo-americani consentono di tornare a casa armata e con la bandiera. Un privilegio costato 9406 morti". In queste righe, quindi, la valutazione di Caruso sul numero dei morti sofferti dalla divisione e dalle altre unità di presidio. Nei capitoli finali, una analisi del seguito giudiziario, compreso l'esito del Processo di Norimberga nel quale furono giudicati 12 alti ufficiali tedeschi, tra cui Lanz, per il loro operato in Epiro, che Caruso ritiene volutamente lacunoso ed omissivo.
Lanz fu condannato a dodici anni, dei quali ne scontò cinque, ma solo per la fucilazione di Gandin e del suo Stato Maggiore guidato da Giovanni Battista Fioretti, essendogli state riconosciute delle attenuanti, e fu la pena più pesante. Ma in Italia il seguito fu affidato ai tribunali militari, partendo dalle denunce di due genitori di ufficiali caduti, Lelio Triolo e Natale Pugliese. A fronte di trenta militari tedeschi accusati di reati gravissimi, ventisette italiani furono processati, e Caruso stigmatizza ampiamente la vicenda. Infine nel 1957, tutti gli imputati italiani vennero prosciolti, insieme a ventuno dei trenta tedeschi. Gli altri rimasero comunque impuniti per sopravvenuta morte o impossibilità di identificazione.

## Conclusioni
Le conclusioni di Caruso giudicano molto pesantemente l'Italia, "un Paese i cui tribunali civili e militari per dodici anni son stati impegnati nel decidere se a Cefalonia fossero stati commessi i reati di rivolta, di cospirazione e di insubordinazione...", mossa più da considerazioni "di politica internazionale" che dalla volontà di fare piena luce sugli eventi.

## Edizioni
- Italiani dovete morire. Cefalonia, settembre 1943: il massacro della Divisione Acqui da parte dei tedeschi. Un'epopea di eroi dimenticati, Collana Il Cammeo n.367, Milano, Longanesi, 2000,  p. 320, ISBN 978-88-304-1843-1. - Collana Saggistica, Milano, TEA, 2003-2012, ISBN 978-88-502-0443-4.
- Italiani dovete morire. Il massacro della Divisione Acqui a Cefalonia. Nuova edizione, Collana I colibrì, Vicenza, Neri Pozza, 2021,  p. 400, ISBN 978-88-545-2270-1.